# خالد عيد أحمد عيد
خالد عيد أحمد عيد، (1927 – 1978) ، مدرس تربوي ومهندس زراعي ومقدم برامج كويتي من أصل فلسطيني ، يعتبره الكويتيين أحد أهم مؤسسي النهضة الزراعية والتعليمية في دولة الكويت.

## سيرته
ولد خالد عيد أحمد عيد في دولة فلسطين من عام (1927) وتحديدا في منطقة يافا خلال فترة الانتداب البريطاني على فلسطين   لاسرة ميسورة الحال وعاش يتيم الاب وتفرغت لرعاية والدته وشقيقة الأستاذ إبراهيم عيد ، وفي عام 1938 حضر إلى الكويت  صحبة شقيقه الأستاذ إبراهيم عيد والدكتور سليمان أبوغوش ضمن بعثات المدرسين الأوائل في عهد الشيخ أحمد الجابر الصباح حين كانت الكويت تعيش بساطة ما قبل النفط ، وقد جاء إلى الكويت حاملاً رسالته فغرس بذور التعليم وأسهم في تنشئة جيل القيادات الوطنية وأرسى دعائم التنمية ، فكانت البدايات والتدريس في منطقة الفحيحيل أعوام (1939 – 1958) ، كما التحق بالمدرسة المباركية عام 1939 وتخرج منها عام 1943  ، وبعد تخرجه اتجه  لإكمال دراسته في المجال الزراعي  فترك أسرته في الكويت وسافر في عام 1946 إلى مدينة طولكرم والتحق بمدرسة الخضوري الزراعية التي أسسها الثري اليهودي العراقي أليس خضوري سنة 1934، وكانت تعتبر حينها من أفضل المدارس في الوطن العربي وتحولت لاحقا إلى جامعة فلسطين التقنية – خضوري ، وتخرج منها مهندساً زراعيا، وفي عام 1948 عاد لأسرته في الكويت.

### سلك التدريس
عمل في مطلع الخمسينيات في إدارة المعارف – التي سبقت إنشاء وزارة التربية – حيث عُيّن مدرسًا في قرية الفحيحيل ، ودرّس عدداً من المواد وقد كان من ضمن الأوائل الذين ساهموا في تأسيس التعليم النظامي في الكويت وتنشئة جيل من الكفاءات الوطنية التي تولّت فيما بعد المواقع القيادية ، وفي عام 1958 انتقل من قطاع التربية والتعليم إلى قطاع الزراعة والتنمية منضمًّا إلى وزارة الأشغال العامة لتبدأ مرحلة جديدة من مسيرته الحافلة.

### المعهد الزراعي
في مطلع الستنيات شغل خالد عيد منصب رئيس قسم الإرشاد والإحصاء الزراعي بوزارة الأشغال وكان له دور بارز في دعم القطاع الزراعي ، وترك بصمات واضحة عبر عدد من المبادرات والمشاريع من أبرزها المعهد الزراعي الذي شارك في تأسيسه وهو أول معهد زراعي في الكويت ، كما تولى منصب نائب المدير ، فوضع المناهج وإستقدم المعلمين لتأهيل كوادر زراعية وطنية.

### الأمن الغذائي
ساهم في فكرة إنشاء مزارع العبدلي ومزارع الوفرة والمزارع الحيوانية خارج دولة الكويت ضمن جهود تحقيق الأمن الغذائي ، ونشر الوعي الزراعي عبر ظهوره على تلفزيون الكويت في برنامج "أرضنا الطيبة" ، وبرنامج "المجلة الزراعية" عبر إذاعة دولة الكويت ، وساهم من خلالهما في نشر الثقافة الزراعية قي الكويت.

## الجهود العلمية التي قدمها
شارك في إصدار أول مرجع زراعي كويتي تحت عنوان "الزراعة في الكويت" الصادر عن وزارة الأشغال  ، والذي وثّق مسيرة الزراعة في الكويت ، مقدّمًا مرجعًا علميًا ومصدرًا معرفيًا مهمًا للباحثين والمهتمين بالشأن الزراعي  فضلا عن عشرات الكتب والمقالات في مجال الزراعة. 

## تكريمه
قامت د.موضي الحمود وزيرة التربية آنذاك في عام 2010  برعاية احتفالية نظمتها اللجنة المشتركة بين جمعية الخريجين الكويتية و «كويتيون لأجل القدس» ، بتكريم نخبة من المعلمين الفلسطينيين الأوائل الذين ساهموا في وضع أسس التعليم النظامي في الكويت خلال الفترة من (1936 إلى 1953) ، وكان من بين المكرّمين  خالد عيد أحمد عيد ، تقديراً لعطائه في مسيرة التعليم النظامي منذ تأسيسه.

## مؤلفاته
- الزراعة في الكويت.
- زراعة الخضر والمحاصيل في الكويت.
- زراعة الأزهار في الكويت.

## الوداع والإرث
في  اليوم الثامن من شهر مايو عام 1972 أصيب  خالد عيد بجلطة حادة بالشريان التاجي تبعه هبوط حاد بالقلب وهو في منزله في منطقة قرطبة ونقل علي الفور الي مستشفى الصباح حيث فاضت روحه وأعلنت وفاته عن عمر ناهز 51 عام  ، تاركًا خلفه إرثًا وطنيًا كبيرًا فقد ساهم في بناء قواعد التعليم النظامي ، وشارك في تأسيس النهضة الزراعية والتي سيستمر أثرها  لأجيال.